# Kerttu Tiikkainen
Kerttu Tiikkainen (* 1966) ist eine ehemalige finnische Skilangläuferin.
Tiikkainen holte zu Beginn der Saison 1995/96 in Vuokatti mit dem 21. Platz über 5 km klassisch ihre ersten Weltcuppunkte. Dies war zugleich ihre beste Einzelplatzierung im Weltcup. Im weiteren Saisonverlauf kam sie sechsmal in die Punkteränge und erreichte mit dem 35. Platz im Gesamtweltcup ihre beste Gesamtplatzierung. In der folgenden Saison kam sie mit zwei 22. Plätzen über 10 km klassisch in Davos und über 15 km Freistil in Oberstdorf letztmals in die Punkteränge und holte in Kittilä über 5 km klassisch ihren einzigen Sieg im Continental-Cup. Ihr letztes Weltcuprennen absolvierte sie im Januar 1997 in Lahti, welches sie auf dem 16. Platz im Teamsprint beendete.

## Siege bei Continental-Cup-Rennen
| Nr. | Datum             | Ort     | Disziplin      | Serie           |
| --- | ----------------- | ------- | -------------- | --------------- |
| 1.  | 16. November 1996 | Kittilä | 5 km klassisch | Continental-Cup |